# Metallwerk Elisenhütte GmbH
Le Metallwerk Elisenhütte GmbH  (Metallwerk Elisenhütte Nassau, abrégé en MEN) est une entreprise allemande produisant des munitions de petit calibre à usage militaire dont le siège social et le site de production se situe à Nassau (Lahn).  Ses coordonnées géographiques sont 50° 29′ 14,2″ N, 7° 49′ 49,2″ E.  

## Histoire
La société est fondée en 1957 par le groupe Ouest-Allemand DIAG Gruppe et la production démarre en 1958.
Appartenant depuis 1990 au groupe MAN Ferrostaal AG, celle-ci l'a vendu en janvier 2007 au groupe brésilien Companhia Brasileira de Cartuchos (en),.

## Production
En 2010, elle à une capacité de production totale d'environ 180 millions de cartouches - premier fabricant sur ce marché en Allemagne - et produit les munitions suivantes pour le marché international:
- 9 mm Parabellum
- .38 Special
- .357 Magnum
- 5,56 × 45 mm OTAN
- 7,62 x 51 mm OTAN
- .308 WIN.
- .300 Winchester Magnum

## Clientèle
La société vend à des forces armées et de police dans plusieurs États dans le monde, dont une majorité de membres de l'OTAN et la police allemande,.
La Gendarmerie Nationale a été le premier client français de MEN avec une commande de 9 mm x 19 en 1995. MEN est son fournisseur depuis cette époque de la munition 9 mm x 19 QD1. En 2009, l'armée française achète ses munitions 7,62 x 51 mm OTAN et 9 mm x 19 OTAN ainsi qu'une fraction de ses 5,56 × 45 mm OTAN à cette entreprise.